# Nazca
Nazca（日语：株式会社ナスカ）是一間為Neo Geo遊戲機開發電子遊戲的日本公司。由Irem前員工於1994年成立。因開發《鋼鐵蟲師》系列而成名。

## 歷史
Nazca於1994年成立。其開發的首部作品爲《Neo Turf Masters》，在1996年發行後獲得了不錯的評價。其後他們開發了《鋼鐵蟲師》，受到廣泛好評，為整個《鋼鐵蟲師》系列首部作品。遊戲在後來發行了多部續作，且還有多部衍生作。亦在鋼鐵蟲師發行後的同一年，Nazca被SNK收購並合併至旗下部門，公司自成立至今僅僅三年。併入SNK後，原員工繼續開發《鋼鐵蟲師》系列，直至SNK宣佈破產，系列原團隊解散。